# Rivière Inconnue (rivière Sableuse)
Pour les articles homonymes, voir Inconnu.
La rivière Inconnue est un cours d'eau douce de la région administrative du Bas-Saint-Laurent, dans l'est du Québec, au Canada. Cette rivière coule dans les municipalités régionales de comté (MRC) de :
- La Matapédia : municipalité de Saint-Vianney ;
- La Matanie : municipalité de Sainte-Paule.

Ce ruisseau est un affluent de la rive gauche de la rivière Sableuse, laquelle coule vers le sud jusqu'à la rive nord du lac Matapédia ; celui-ci se déverse du côté est dans la rivière Matapédia. Cette dernière coule vers le sud-est dans la vallée de la Matapédia, jusqu'à la rivière Ristigouche laquelle coule vers l'est jusqu'à la rive ouest de la baie des Chaleurs. Cette dernière s'ouvre vers l'est sur le Golfe du Saint-Laurent.

## Géographie
La source de ce ruisseau de la vallée de la Matapédia est située à :
- 2,1 km du côté sud du centre du village de Saint-Vianney ;
- 8,0 km au sud-ouest de la limite ouest de la Réserve faunique de Matane ;
- 27,7 km au sud-est du littoral sud du golfe du Saint-Laurent ;
- 8,5 km de la confluence de la rivière Inconnue.

À partir de sa source, la rivière Inconnue coule souvent sur 12,9 km, selon les segments suivants :
- 2,3 km vers le nord, jusqu'à la route qu'elle coupe à 200 mètres du côté Sud du centre du village de Saint-Vianney ;
- 4,7 km vers le sud-ouest, jusqu'au pont routier ;
- 5,9 km vers le sud-ouest, jusqu'à la confluence de la rivière[1].

La rivière Inconnue se déverse sur la rive est de la rivière Sableuse dans la municipalité de Sainte-Paule. Cette confluence est située à :
- 5,6 km au nord de la rive nord du Lac Matapédia ;
- 21,1 km au sud-est du littoral sud du golfe du Saint-Laurent ;
- 16,0 km au nord-ouest de l'embouchure du lac Matapédia ;
- 11,7 km en amont de la confluence de la rivière Sableuse.

## Toponymie
Le toponyme "rivière Inconnue" a été officialisé le 1er septembre 1983 à la Commission de toponymie du Québec.